# Choushui (sockenhuvudort i Kina, Jilin Sheng, lat 42,39, long 127,08)
Choushui är en sockenhuvudort i Kina. Den ligger i provinsen Jilin, i den nordöstra delen av landet, omkring 230 kilometer sydost om provinshuvudstaden Changchun. Antalet invånare är 3 467. Befolkningen består av 1 646 kvinnor och 1 821 män. Barn under 15 år utgör 14,0 %, vuxna 15-64 år 76 %, och äldre över 65 år 9,0 %.
Runt Choushui är det ganska glesbefolkat, med 43 invånare per kvadratkilometer. Närmaste större samhälle är Huayuankou, 12,0 km söder om Choushui. I omgivningarna runt Choushui växer i huvudsak blandskog.
Genomsnittlig årsnederbörd är 1 146 millimeter. Den regnigaste månaden är juli, med i genomsnitt 285 mm nederbörd, och den torraste är januari, med 12 mm nederbörd.